# Estadi de Sankt Jakob
|  | No s'ha de confondre amb Sankt Jakob-Park. |

L'Estadi de Sankt Jakob (o St. Jakob-Stadion) fou un estadi de futbol de la ciutat de Basilea, a Suïssa.
Va ser inaugurat el 25 d'abril de 1954 amb l'amistós entre la Selecció de Suïssa i la d'Alemanya i fou una de les seus de la Copa del Món de Futbol de 1954. En aquest estadi hi van jugar els clubs FC Concordia Basel i el FC Basel entre 1964 i 1998. Fou clausurat l'any 1998. La seva capacitat arribà als 60.000 espectadors als anys 1950 i de 36.000 en el moment del seu tancament. En els seus terrenys s'hi construí l'actual Sankt Jakob-Park.